# Катима Мулило (мост)
Мостът Катима Мулило (още известен с името Мост 508 в Намибийския регистър на мостовете) се намира между Намибия и Замбия над река Замбези.
Намира се в участъка над реката между градовете Катима Мулило в Намибия и Сешеке в Замбия.
Изграден е само за автомобилен транспорт. Завършен е през 2004 г. Дължината му е 900 m. с 19 броя подпорни колони в руслото на реката. Свързва магистрала Транс Каприви с пътната мрежа на Замбия, като става елемент в търговския път от атлантическото крайбрежие на Африка и по-конкретно с пристанището на Уолфиш Бей. Той е и предпоставка за развитието на туризма в района.
Плановете за изграждане на моста са от 1982 г., но дълги години Мост 508 е само проект. Едва с началото на новата история на свободна Намибия започва развитие по въпроса за строежа на моста. През 2002 г. е сключен договор с компании от РЮА и Германия за проектиране и изграждане на пътното съоръжение. Съгласно сключеното споразумение мостът трябва да бъде готов през 2004 г. Проектът е изготвен от германска страна, и строежът му протича с поставянето на сегмент по сегмент между отделните стоманенобетонни колони в руслото на река Замбези.
Мостът е открит на 13 май 2004 г. от президентите на двете страни, които свързва – д-р Сам Нуйома (Намибия) и Леви Мванаваса (Замбия).